# Frank Klepacki
Frank Klepacki, född 25 maj 1974 i Las Vegas, Nevada, är en amerikansk musiker och datorspelskompositör av polsk-italienskt ursprung som är mest känd för musiken till Command & Conquer-serien. Frank började spela trummor som barn, började arbeta på Westwood Studios som kompositör  17 år. Han har stått bakom arbeten för musik till Lands of Lore-serien, Dune-serien The Legend of Kyrandia-serien, Blade Runner och Command & Conquer-serien. Klepackis arbete av musiken till Command & Conquer: Red Alert belönades med två priser.

## Diskografi

### Datorspelsmusik
- DragonStrike (Westwood Studios, 1991)
- Eye of the Beholder II (Westwood Studios, 1991)
- Dune II (Westwood Studios, 1992)
- Dungeons & Dragons: Warriors of the Eternal Sun (Westwood Studios, 1992)
- Order of the Griffon (Westwood Studios, 1992)
- The Legend of Kyrandia (Westwood Studios, 1992)
- Lands of Lore (Westwood Studios, 1993)
- The Legend of Kyrandia II (Westwood Studios, 1993)
- Disney's The Lion King (Westwood Studios, 1994)
- The Legend of Kyrandia III (Westwood Studios, 1994)
- Young Merlin (Westwood Studios, 1994)
- Command & Conquer (Westwood Studios, 1995)
- Parker Brother's Monopoly (Westwood Studios, 1995)
- Command & Conquer: The Covert Operations (Westwood Studios, 1996)
- Command & Conquer: Red Alert (Westwood Studios, 1996)
- Command & Conquer: Red Alert: Counterstrike (Westwood Studios, 1997)
- Command & Conquer: Red Alert: Aftermath (Westwood Studios, 1997)
- Lands of Lore 2 (Westwood Studios, 1997)
- Blade Runner (Westwood Studios, 1997)
- Command & Conquer: Red Alert: Retaliation (Westwood Studios, 1998)
- Command & Conquer: Sole Survivor (Westwood Studios, 1998)
- Dune 2000 (Westwood Studios, 1998)
- Command & Conquer: Tiberian Sun (Westwood Studios, 1999)
- Lands of Lore 3 (Westwood Studios, 1999)
- Command & Conquer: Tiberian Sun: Firestorm (Westwood Studios, 2000)
- Command & Conquer: Red Alert 2 (Westwood Studios, 2000)
- Nox (Westwood Studios, 2000)
- Command & Conquer: Red Alert 2: Yuri's Revenge (Westwood Studios, 2001)
- Emperor: Battle for Dune (Westwood Studios, 2001)
- Pirates: The Legend of Black Kat (Electronic Arts, 2001)
- Command & Conquer: Renegade (Westwood Studios, 2002)
- Earth & Beyond (Westwood Studios, 2002)
- Star Wars: Empire at War (Petroglyph Games, 2006)
- Star Wars: Empire at War: Forces of Corruption (Petroglyph Games, 2006)
- Universe at War: Earth Assault (Petroglyph Games, 2007)
- Command & Conquer: Red Alert 3 (EA Los Angeles, 2008)
- Command & Conquer: Red Alert 3 – Uprising (EA Los Angeles, 2009)
- Panzer General: Allied Assault (Petroglyph Games, 2009)
- Guardians of Graxia (Petroglyph Games, 2010)
- Mytheon (Petroglyph Games/True Games, 2011)
- Rise of Immortals (Petroglyph Games, 2011)
- Battle for Graxia (Petroglyph Games, 2012)
- Coin a Phrase (Petroglyph Games, 2013)
- End of Nations (Petroglyph Games/Trion Worlds, cancelled)
- Grey Goo (Petroglyph Games, 2015)
- 8-Bit Armies (Petroglyph Games, 2016)
- 8-Bit Hordes (Petroglyph Games, 2016)
- 8-Bit Invaders! (Petroglyph Games, 2016)
- Lethal League Blaze (Team Reptile, 2018)

### Band, film, och solo musik
- There's a Home (I AM, 1995)
- Mmm, Mmm, Mmm, (Home Cookin', 1997)
- Unreel Invasion (short film, 1999)
- Pink in the Middle (Home Cookin', 2000)
- Essence of the Force (short film, 2002)
- Morphscape (2002)
- Rocktronic (2004)
- Virtual Control (2005)
- The Bitters (The Bitters, 2006)
- Awakening of Aggression (2006)
- Grudgement Day (The Bitters, 2008)
- Infiltrator (2009)
- Viratia (2009)
- Conquering 20 Years (2012)
- Digital Frontiers (2016)
- Game On! (Tina Guo, 2017)
- Transform  (2018)
- Coded Number (2020)

### Kommersiell musik
- MTV (1997)
- Cupid (abc, 2000)
- Miller Genuine Draft (2001)
- Ultimate Fighting Championship Pay-per view (Fox Sports, 2003–2006)
- The Ultimate Fighter (Spike TV, 2005–2006)
- Ultimate Fight Night (Spike TV, 2005–2006)
- Amp'd Mobile (Spike TV, 2005–2006)
- Inside the MMA (HDNet, 2007)
- HDNet Fights (HDNet, 2007)